# Italienische Futsalnationalmannschaft
Die italienische Futsalnationalmannschaft ist eine repräsentative Auswahl italienischer Futsalspieler. Die Mannschaft vertritt den italienischen Fußballverband bei internationalen Begegnungen. Das Team zählt zu den stärksten Mannschaften Europas, 2003 und 2014 wurde man Europameister und 2004 Vizeweltmeister.

## Abschneiden bei Turnieren
Italien nahm bisher an allen neun Europameisterschaften teil. Den größten Erfolg feierte man 2003 im eigenen Land, als man im Finale die Ukraine mit 1:0 bezwang, sowie 2014, als man in Belgien erneut Europameister wurde.
Bei Weltmeisterschaftsendrunden unter der Schirmherrschaft der FIFA war man bei sechs von sieben Austragungen am Start. Während man 1989 und 1996 die Zwischenrunde erreichte, scheiterte man 1992 bereits in der Vorrunde. 2000 konnte man sich in der Qualifikation nicht gegen Portugal behaupten und verpasste so die Endrunde. Vier Jahre später stand man im WM-Finale, in dem man gegen die spanische Mannschaft mit 1:2 verlor, nachdem man in der Zwischenrunde noch mit 3:2 triumphiert hatte. Italien wurde bei den Weltmeisterschaften 2008 und 2012 nach jeweils 2 Niederlagen gegen Spanien im Halbfinale jeweils Dritter.
2006 erreicht man das Finale des vom brasilianischen Verband jährlich ausgerichteten Grand Prix de Futsal, unterlag aber dem Team des Gastgebers mit 3:5.

### Futsal-Weltmeisterschaft
- 1989 – Zwischenrunde
- 1992 – Vorrunde
- 1996 – Zwischenrunde
- 2000 – nicht qualifiziert
- 2004 – 2. Platz
- 2008 – 3. Platz
- 2012 – 3. Platz
- 2016 – Achtelfinale
- 2021 – nicht qualifiziert

### Futsal-Europameisterschaft
- 1996 – 4. Platz
- 1999 – 3. Platz
- 2001 – 4. Platz
- 2003 – Europameister
- 2005 – 3. Platz
- 2007 – 2. Platz
- 2010 – Viertelfinale
- 2012 – 3. Platz
- 2014 – Europameister
- 2016 – Viertelfinale
- 2018 – Vorrunde